# Трибач
Триба́ч (болг. Тръбач) — село в Разградській області Болгарії. Входить до складу общини Лозниця.

## Населення
За даними перепису населення 2011 року у селі проживали 174 особи.
Національний склад населення села:
| Національність   | Кількість осіб | Відсоток |
| ---------------- | -------------- | -------- |
| турки            | 88             | 54,3%    |
| болгари          | 73             | 45,1%    |
| цигани           | 0              | 0%       |
| Всього відповіли | 162            |          |

Розподіл населення за віком у 2011 році:
Динаміка населення: